# Debi Mazar
Deborah "Debi" Mazar (Jamaica, Queens, Nova York, 13 d'agost de 1964) és una actriu estatunidenca. La seva filmografia principal inclou títols com Un dels nostres (1990), The Doors (1991), Jungle Fever (1991), El petit Tate (1991), Malcolm X (1992), Bales sobre Broadway (1994), Batman Forever (1995), Coses que no et vaig dir mai (1996), Una última copa (1996), El dilema (1999), House on Haunted Hill (La mansió de les tenebres) (1999) i The Alibi (2006), encara que també ha treballat a la televisió.

## Carrera
Mazar va començar la seva carrera com hip-hop b-girl a la ciutat de Nova York. La seva primera participació en televisió va ser en un programa pilot de hip-hop, Grafiti Rock, el 1984. Va aparèixer en quatre vídeos musicals de Madonna: "Papa Don't Preach", "True Blue" (tots dos el 1986), "Deeper and Deeper" (1992) i "Music" (2000). Mazar ha fet també papers com a actriu de repartiment en pel·lícules com Un dels nostres (1990), The Doors (1991), Bales sobre Broadway (1994), i Batman Forever (1995). La seva carrera va guanyar importància amb el seu paper en la sèrie Civil Wars, a principis dels anys 90. Quan va finalitzar aquesta sèrie, va continuar treballant en una altra sèrie, La llei de Los Angeles, durant 1993 i 1994.
Va aparèixer en la popular sèrie Friends en un episodi ("The One Where Rachel Has a Baby, Part One") de la vuitena temporada. Mazar va fer el paper de "Doreen, la bruixa", una dement embarassada que comparteix l'habitació de l'hospital amb Rachel. Durant els anys 2000 i 2002 va fer el paper de "Jackie" en la sèrie dramàtica That's Life.
L'any 2004, va formar part del repartiment de la sèrie Entourage, una comèdia original de HBO. També ha tingut un paper en la sitcom Vivint amb Fran, fent el paper de Merrill, la cosina del personatge de Fran Drescher. A més va participar de la sèrie Ugly Betty, en el paper de Leah Stillman. També va aparèixer en el capítol 5 de la 2ª temporada de la sèrie d'ABC "Castle", com a agent de l'escriptor Richard Castle.

## Filmografia
Les seves pel·lícules més destacades són:
- Un dels nostres (Goodfellas) (1990), com a Sandy
- The Doors (1991), com a Whiskey Girl
- Jungle Fever (1991), com a Denise
- El petit Tate (Little Man Tate) (1991), com a Gina
- A la sopa (In the Soup) (1992), com a Suzie
- Solters (Singles) (1992), com a Brenda
- Malcolm X (1992), com a Peg
- Toys, com a la Infermera Debbie
- Beethoven's 2nd (1993), com a Regina
- Empire Record's (1995), com a Jane
- Batman Forever (1995), com a Spice
- Girl 6 (1996), com a la Noia 39
- Transport espacial (Space Truckers) (1996)
- Una última copa (Trees Lounge) (1996), com a Crystal
- She's Down Lovely (1997), com a Georgie
- Frogs for Snakes (1998), com a Simone
- Relació mortal (Hush) (1998), com a Lisa
- El dilema (The Insider) (1999), com a Debbie De Lucca
- Grand Theft Auto III - videojoc, com a Maria Latore (veu)
- The Tuxedo (2002), com a Steena
- Collateral (2004), com a La jove professional
- Entourage (2004) - sèrie de TV, com a Shauna
- Grand Theft Acte: Saint Andreas (2004) - videojoc, com a Maria Latore (veu)
- Be Cool (2005), com a Marla
- Ghost Whisperer (2006),
- The Alibi (2006)
- Living with Fran (2006) - sèrie de TV, segona temporada, com a Merrill (cosina de la protagonista, Fran Drescher)
- Ugly Betty (2006) - sèrie de TV, com a Leah Stillman (una artista visual)
- Jonas L.A. (2010) - sèrie de TV, com a Mico Klein (estrella convidada en 4 episodis)
- Entourage (2015), com a Shauna

## Vida personal
La seva mare va néixer en una família catòlica, però després es va convertir al judaisme, al budisme i finalment en Testimoni de Jehovà, d'on va ser expulsada quan va acceptar que li féssin una transfusió de sang per salvar-li la vida. El seu pare, en canvi, pertanyia a una família jueva però va ser criat en el catolicisme per amagar-se durant la Segona Guerra Mundial, secret del qual Debi no va tenir coneixement fins als vint anys.
Debi Mazar va conèixer Gabriele Corcos a Florència el 2001 durant un viatge per Europa, i el 16 de març de 2002 es van casar en una cerimònia oficiada per l'actriu Ellen Burstyn. Al principi vivien a cavall entre Los Angeles i una casa del segle xiv als afores de la capital toscana, que va ser el regal de noces dels pares de Corcos; posteriorment van anar a viure al barri novaiorquès de Brooklyn, i el 2020 van traslladar-se a la Toscana, d'on és originari Corcos. La parella té dues filles, Evelina (nascuda el 12 de juliol de 2002) i Giulia (nascuda el 17 de març de 2006).
En una entrevista del 2021, Mazar va dir que tenia la ciutadania italiana.